# HMS Truculent (P315)
El HMS Truculent fue un submarino británico del tercer grupo de la clase T. Fue construido como P315 por Vickers Armstrong, Barrow, y botado el 12 de septiembre de 1942. En la Segunda Guerra Mundial hundió nueve buques enemigos.
El submarino fue financiado por donaciones de la ciudad de Glossop en Derbyshire, cuya población recaudó 175.000 libras en 1942-43 para financiar buques de guerra.
Su proa chocó contra un petrolero sueco frente a la desembocadura del río Medway en enero de 1950. Considerado el principal responsable, el Truculent comenzó a hundirse -se perdieron 64 hombres, ya que transportaba a trabajadores además de a su tripulación- y sus restos fueron remolcados al astillero cercano destinado a tal fin y luego vendidos como chatarra.
A partir de entonces, las normas regionales de navegación obligaron a instalar una luz Truculent, una luz blanca panorámica en la proa de los submarinos que se desplazaban por sus propios medios.

## Hundimiento
El 12 de enero de 1950, el Truculent regresaba a Sheerness, tras haber completado las pruebas de reacondicionamiento en Chatham. Además de su dotación de tiempo de paz, transportaba a 18 trabajadores de los astilleros. Se adentraba de noche en el estuario del río Támesis. A las 19:00, apareció un barco con tres luces. Se decidió que debía de estar parado, y como el Truculent no podía pasar a estribor sin encallar, se dio la orden de virar a babor. Al instante, la situación se aclaró; el petrolero sueco Divina -en pasaje desde Purfleet y con destino a Ipswich- salió de la oscuridad. La luz adicional indicaba que transportaba una carga muy combustible. Los dos chocaron, la proa del Divina golpeó al Truculent por el hidroplano de estribor, y permanecieron trabados unos segundos antes de que el submarino se hundiera.
Cincuenta y siete de sus tripulantes fueron arrastrados por la corriente en una huida que posteriormente se consideró prematura - 15 supervivientes fueron recogidos por un bote del Divina y cinco por el buque holandés Almdijk. La mayor parte de la tripulación sobrevivió a la colisión y escapó, pero murió en las gélidas condiciones de mediados de invierno en las islas de lodo que pueblan el estuario.
Murieron 64 hombres. El Truculent fue rescatado el 14 de marzo y varado en Cheney Spit. El pecio fue trasladado a la costa al día siguiente, donde se recuperaron 10 cadáveres. Fue reflotado el 23 de marzo y remolcado a los astilleros de Sheerness. Una investigación atribuyó el 75% de la culpa al Truculent y el 25% al Divina.
El Truculent fue vendido para su desguace el 8 de mayo de 1950.
Su pérdida llevó a Peter de Neumann, de la Autoridad Portuaria de Londres, a desarrollar planes para un sistema de control portuario, y la posterior introducción de la «luz Truculent», una luz blanca adicional en la proa de los submarinos británicos, para garantizar que siguieran siendo muy visibles para otros buques.